# Tapit
Tapit, född 27 februari 2001, är ett engelskt fullblod, mest känd för att ha segrat i tre av sina sex starter, bland annat i Wood Memorial Stakes (2004). Efter tävlingskarriären har han varit väldigt framgångsrik som avelshingst och blev utsedd till ledande avelshingst i Nordamerika tre år i rad (2014, 2015, 2016).

## Bakgrund
Tapit är en gråskimmelhingst efter Pulpit och under Tap Your Heels (efter Unbridled). Han föddes upp av Oldenburg Farms, LLC och ägs av Winchell Thoroughbreds. Han tränades under tävlingskarriären av Michael Dickenson.
Tapit tävlade mellan 2003 och 2004, och sprang totalt in 557 300 dollar på 6 starter, varav 3 segrar. Han tog karriärens största segrar i Laurel Futurity Stakes (2003) och Wood Memorial Stakes (2004).

## Karriär
Tapit tävlade två gånger som tvååring, och segrade i båda starterna. Den 19 oktober 2003 vann han ett Maidenlöp över en mile Delaware Park med 7 3/4 längd. Han vann sedan grupp 3-löpet Laurel Futurity Stakes den 15 november 2003 med fem längder.
Hans första start som treåring kom att dröja på grund av en smalbensskada. Han gjorde sin treåringsdebut i Florida Derby den 13 mars 2004 där han slutade på sjätte plats. Det visade sig efter löpet att han haft lunginflammation. Nästa start blev i grupp 1-löpet Wood Memorial Stakes, där han segrade med en halv längd över Master David.
Tapit var tredjefavorit i 2004 års upplaga av Kentucky Derby, men slutade på nionde plats bakom Smarty Jones. Han skulle även starta i 2004 års Belmont Stakes, men ströks på grund av återkommande lunginflammation. Den 6 september 2004 startade Tapit i Pennsylvania Derby, vilket kom att bli hans sista löp. I löpet slutade han på nionde plats.

### Som avelshingst
Efter tävlingskarriären blev Tapit omedelbart framgångsrik som avelshingst. Han är bland annat far till Stardom Bound, som blev hans första grupp 1-vinnare. Han blev ledande avelshingst i Nordamerika tre år i rad, 2014 till 2016. Inför säsongen 2015 höjdes hans avelsavgift till 300 000 dollar, vilket då var den högsta avgiften i Nordamerika.
År 2021 blev Essential Quality hans fjärde avkomma som segrat i Belmont Stakes (Tonalist, Creator och Tapwrit är de andra), vilket tangerade rekordet för antal vinnande avkommor i löpet med Lexington.